# Theodor C. H. Cole
Theodor C. H. Cole (* 1954 in Plainfield, New Jersey) ist ein amerikanischer Naturwissenschaftler und Verfasser mehrerer deutsch-englischer Fachwörterbücher. Er unterrichtete an der University of Maryland, European Division, lehrte  „Naturwissenschaftliches Englisch“ an der Universität Heidelberg und ist derzeit an der Freien Universität Berlin tätig. Er entwickelte zusammen mit Hartmut H. Hilger (FU Berlin) und Peter F. Stevens (Missouri Botanical Garden) eine Reihe von Phylogenie-Postern zur Systematik der Pflanzen.

## Schriften (Auswahl)
- Wörterbuch der Chemie - Dictionary of Chemistry. 2. Auflage 2018.
- Wörterbuch Labor - Laboratory Dictionary. 3. Auflage 2018.
- Wörterbuch der Wirbellosen - Dictionary of Invertebrate Names. 1. Auflage 2017.
- Wörterbuch der Säugetiernamen - Dictionary of Mammal Names. 1. Auflage 2015.
- Wörterbuch der Biologie - Dictionary of Biology. 4. Auflage 2015.
- Wörterbuch der Lebensmittel - Dictionary of Foods. 1. Auflage 2010.
- Wörterbuch Biotechnologie - Dictionary of Biotechnology. 1. Auflage 2008.
- Wörterbuch Polymerwissenschaften - Polymer Science Dictionary. Springer, Berlin/Heidelberg 2006, ISBN 978-3-540-31094-5.